# Anke Borowikow
Anke Borowikow (* 13. Dezember 1986 in Berlin) ist eine deutsche Volleyballspielerin.

## Karriere
Borowikow wuchs im brandenburgischen Grüntal auf und kam durch eine Freundin zum Volleyball. Bei der Nachwuchsmannschaft VC Olympia Berlin erhielt sie ihre sportliche Ausbildung. Anschließend schaffte sie mit dem USC Braunschweig den Aufstieg in die erste Bundesliga. Nachdem sie bei Bayer 04 Leverkusen weitere Erstliga-Erfahrung gesammelt hatte, wechselte sie 2007 zu NA Hamburg, wo sie gleich in ihrer ersten Saison das Finale im DVV-Pokal erreichte.
Ein Jahr später wurde Borowikow vom Ligakonkurrenten 1. VC Wiesbaden verpflichtet. 2010 feierte sie mit den Hessen den zweiten Platz in der Bundesliga. Neben ihrer sportlichen Karriere absolvierte sie eine Ausbildung zur Rettungsassistentin beim Arbeiter-Samariter-Bund. Da ihr Partner seine Doktorarbeit am Forschungszentrum Jülich schrieb, wechselte die Mittelblockerin 2011 zu Alemannia Aachen, wo sie 2013 ihre Karriere wegen einer Schwangerschaft unterbrechen musste.